# Slag bij Aqbat al-Bakr
De Slag bij Aqbat al-Bakr (2 juni 1010) was een slag tijdens de Fitna van al-Andalus (de periode van instabiliteit en burgeroorlogen die voorafging aan de val van het kalifaat Córdoba), die plaatsvond in het gebied in en rond Espiel, Spanje. De strijd vond plaats tussen het leger van het kalifaat Córdoba, dat onder bevel stond van Sulaiman ibn al-Hakam, en de islamitische rebellen van de Catalaans-Andalusische alliantie tegen de overheersing van de kalief, onder het bevel van Muhammad ibn Hisham, al-Tagr Al-Awsat en verschillende christelijke krijgsheren, waaronder Armengol I, Hugo I van Empúries en Raymond Borrell.
De twee legers ontmoetten elkaar op 2 juni 1010 in Espiel en de troepen van het kalifaat van Córdoba werden volledig in de pan gehakt; als een van de eerste veldslagen van de oorlog bracht dit een aanzienlijke winst voor de opstandelingen van de Catalaans-Andalusische alliantie. Hoewel deze strijd plaatsvond in het tijdsbestek van de Spaanse Reconquista, was het niet ongebruikelijk dat christelijke en islamitische krachten samenwerkten om gemeenschappelijke doelen te bereiken.